# Jean Spangler
Jean Elizabeth Spangler, född 2 september 1923 i Seattle i Washington, försvunnen 7 oktober 1949, Los Angeles i Kalifornien, var en amerikansk dansare, modell och skådespelare.

## Filmografi i urval
- 1948 – Vi dansar och ler
- 1950 – Ung man med trumpet
- 1950 – Fröjdernas gata
- 1950 – Kvitt eller dubbelt
- 1950 – Petty Girl